# Vince Neil
Pour les articles homonymes, voir Neil.
 (février 2011).
Si vous disposez d'ouvrages ou d'articles de référence ou si vous connaissez des sites web de qualité traitant du thème abordé ici, merci de compléter l'article en donnant les références utiles à sa vérifiabilité et en les liant à la section « Notes et références ».
Vincent Neil Wharton, plus connu sous le nom de Vince Neil, est un chanteur américain né le 8 février 1961 à Hollywood, Californie. Il fait partie du groupe Mötley Crüe.

## Biographie
Vince Neil, de son nom exact Vincent Neil Wharton, rejoint Mötley Crüe en 1981 sur l'invitation de Tommy Lee, ancien camarade de classe et batteur du groupe. Il épouse Beth Lynn la même année.
En 1981, le groupe publie son premier grand succès avec l'album Too Fast for Love dont est issu le titre phare qui va les mettre en évidence « Live Wire ». Ce morceau leur permettra de se faire connaître en Europe. Cet album sera suivi de l'album Shout at the Devil. Dans la soirée du 8 décembre 1984 à Redondo Beach, très exactement à 18 heures 38, Vince Neil provoque un accident de voiture aux commandes de sa De Tomaso Pantera modèle 1972 en percutant un autre véhicule alors qu'il roule complètement ivre en compagnie de Nicholas ‘Razzle’ Dingley, le batteur du groupe Hanoi Rocks. Ce dernier est déclaré mort à 19 heures 12 au South Bay Hospital de Redondo et deux passagers de la voiture percutée sont grièvement blessés. Vince Neil est condamné en  juillet 1984 à trente jours de prison, cinq années de mise à l'épreuve, 200 heures de travaux d'intérêt général et à 2,6 millions de dollars de dommages et intérêts à verser aux victimes et à leurs familles. Vince Neil n'effectuera que 18 jours de prison avant d'être libéré pour bonne conduite. Son alcoolémie lors de l'accident était presque le double du maximum autorisé par l'État de Californie.
La fin des années 1980 est marquée par son divorce en 1985 et le succès colossal de Mötley Crüe, notamment grâce à l'album Dr. Feelgood. Il se marie avec Sharise Ruddell en 1988.
Mais en 1992, Vince Neil est écarté du groupe pour diverses raisons et se lance alors dans une carrière solo ; malheureusement, son premier album Exposed se vend peu. Un an plus tard, il divorce de nouveau.
En 1995, sa fille Skylar succombe à un cancer, marquant la plus douloureuse partie de sa vie, d'autant que sa carrière artistique subit un nouvel échec cette même année : l'album Carved In Stone se vend à seulement 100 000 exemplaires.
En 1997, alors que le succès de Mötley Crüe est lui aussi en déclin, le groupe invite Vince à revenir, ce qu'il accepte. Un an plus tard, une cassette pornographique filmant ses ébats avec l'actrice X Janine Lindemulder et l'actrice Brandy Ledford est volée et mise sur le marché.
En 2000, il épouse la top model Heidi Mark, mais Mötley Crüe (dont l'album New Tatoo est un échec commercial) se dissout provisoirement. Il divorce un an plus tard.
Vince Neil fait de nouveau face à des démêlés judiciaires en 2002, après que le producteur Michael Schuman l'accuse de coups et blessures. Un an plus tard, il sera mis en cause et condamné pour une agression sur une prostituée.
Il épouse Lia Gerardini en 2005, année durant laquelle le groupe Mötley Crüe revient sur le devant de la scène avec un Best of et une grande tournée.
Atteint d'alcoolisme chronique manifestement incurable malgré plusieurs cures de désintoxication, Vince Neil a été interpellé par la police de Las Vegas en juin 2010 pour conduite en état d'ivresse et condamné à 15 jours de prison. Il est incarcéré du 15 au 25 février 2011 avant d'être assigné 15 jours à résidence.
Contrairement à ses contemporains chanteurs de glam metal tels que Jon Bon Jovi et Bret Michaels, Neil n'est pas un parolier prolifique. Même s'il a écrit un nombre non négligeable des chansons moins connues du groupe, il a été relativement peu impliqué dans l'écriture des « hits » des Mötley Crüe, ce rôle étant le plus souvent occupé par Nikki Sixx avec l'aide occasionnelle de Tommy Lee et Mick Mars.
Cependant, Vince Neil a joué un rôle important dans l'écriture de "Home Sweet Home" en 1985. Cette ballade rythmée a contribué de manière notable à la popularité du groupe au milieu des années 1980, adoucissant quelque peu son image hédoniste et violente. Assez différente des chansons habituelles des Crüe, elle contient des paroles d'une étonnante fraicheur, presque candides, reflétant sans doute la sensibilité de Neil et son apport personnel considérable à l'écriture des paroles. Même de nos jours, « Home Sweet Home » est considéré un peu comme le « bébé » de Vince Neil, et demeure sa contribution la plus marquante à l'écriture des chansons des Mötley Crüe.
Le 10 février 2025, un avion d'affaires Learjet 35A lui appartenant emportant sa compagne sort de piste après son atterrissage sur l'aéroport de Scottsdale (Arizona) et rentre en collision avec un Gulfstream G200. Il semble que le train d'atterrissage principal gauche ait cédé. Il n'était pas à bord. Le bilan est d'un mort et trois blessés.

## Discographie

### En solo
- 1992 : musique du film Encino Man (avec You're invited but your friend can't come composé avec Jack Blades et Tommy Shaw, alors dans Damn Yankees), B.O. sur laquelle figure aussi un certain John Corabi avec son groupe de l'époque : The Scream (titre : Young and Dumb).
- 1993 : Exposed
- 1995 : Carved in Stone
- 2003 : Live One Night Only  (live)
- 2010 : Tattoos and Tequila
- 2012 : L'arc~en~ciel Tribute (Tribute sur le groupe L'arc-en-ciel)

### Avec Mötley Crüe
- 1981 : Too Fast for Love
- 1983 : Shout at the Devil
- 1985 : Theatre of Pain
- 1987 : Girls, Girls, Girls
- 1989 : Dr. Feelgood
- 1991 : Decade of Decadence
- 1997 : Generation Swine
- 2000 : New Tattoo
- 2005 : Red, White and Crüe
- 2006 : Carnival of Sins Live
- 2008 : Saints of Los Angeles